# Józef Czerniatowicz
Józef Leon Czerniatowicz (ur. 9 kwietnia 1895 w Peczeniżynie, zm. 28 lutego 1962 w Katowicach) – żołnierz Legionów Polskich, oficer Wojska Polskiego, działacz niepodległościowy, kawaler Orderu Virtuti Militari.

## Życiorys
Urodził się 9 kwietnia 1895 w Peczeniżynie, w rodzinie Michała, stolarza, i Teresy z Cimpryczów. Absolwent seminarium nauczycielskiego. Od 1913 w Związku Strzeleckim, a od maja 1914 w XXXVIII Polskiej Drużynie Strzeleckiej w Kołomyi.
W sierpniu 1914 wstąpił do Legionów Polskich. Po kryzysie przysięgowym wstąpił do Polskiej Organizacji Wojskowej.
W 1918 zaciągnął się do odrodzonego Wojska Polskiego. Na froncie ukraińskim walczył między innymi o Lwów. W marcu 1919 mianowany podporucznikiem. Na czele kompanii 6 pułku piechoty Legionów walczył w wojnie polsko-bolszewickiej. Pod Łubinem, głębokim obejściem zdobył baterię bolszewicką przyczyniając się do opanowania przeprawy na Narwi. Za czyn ten odznaczony został Krzyżem Srebrnym Orderu Virtuti Militari.
18 lutego 1928 został mianowany majorem ze starszeństwem z 1 stycznia 1928 i 138. lokatą w korpusie oficerów piechoty. W lipcu 1929 został przeniesiony z 30 pułku piechoty do kadry oficerów piechoty z równoczesnym przydziałem do Doświadczalnego Centrum Wyszkolenia w Rembertowie na stanowisko kwatermistrza. W marcu 1932 został przeniesiony z Centrum Wyszkolenia Piechoty w Rembertowie do 24 pułku piechoty w Łucku na stanowisko dowódcy I batalionu. W 1937 wyznaczony został na stanowisko komendanta Okręgu Związku Strzeleckiego nr IX w Brześciu. W kampanii wrześniowej był przewidziany na stanowisko komendanta Kwatery Głównej Armii „Pomorze”. Był dowódcą III rzutu kwatery głównej tej armii, mobilizowanego w Brześciu nad Bugiem. 14 września 1939 na czele około 80 oficerów przybył spod Rembertowa do Warszawy.
Po wojnie mieszkał na Śląsku. Zmarł 28 lutego 1962 w Katowicach.  
Od 1922 żonaty z Janiną z Maculewiczów.

## Ordery i odznaczenia
- Krzyż Srebrny Orderu Wojskowego Virtuti Militari nr 4831[1][2] – 1921[9]
- Krzyż Niepodległości – 12 maja 1931 „za pracę w dziele odzyskania Niepodległości”[10][2]
- Krzyż Kawalerski Orderu Odrodzenia Polski[2]
- Krzyż Walecznych trzykrotnie[2]
- Złoty Krzyż Zasługi – 24 maja 1929 „za zasługi na polu wyszkolenia wojska”[11][2]
- Medal Pamiątkowy za Wojnę 1918–1921[12]
- Medal Dziesięciolecia Odzyskanej Niepodległości[12]